# Distretto di Akola
Il distretto di Akola è un distretto del Maharashtra, in India, di 1 629 305 abitanti. È situato nella divisione di Amravati e il suo capoluogo è Akola.